# Skollibat, min elskede
|  | Denne artikel er oprettet af botten PalnaBot ud fra en ekstern database. Den kan derfor have sproglige fejl eller mangler. Denne skabelon kan fjernes efter kontrol af indholdet. |

Skollibat, min elskede er en eksperimentalfilm instrueret af Tobi Twang efter manuskript af Tobi Twang.

## Handling
Historien om Skollibat er en kærlighedshistorie fra det uægte liv, langt fra socialrealismens kvælende greb. Det er en historie om følelsernes liv og død, og om det hold, skæbnen har på menneskene, gennem de spil, den spiller.